# Arraján
Arraján (o Arján o Argán) fue una ciudad persa medieval ubicada entre Fars y Juzestán, que se estableció desde el período elamita y fue importante en el período sasánida hasta el siglo XI. Fue la capital de una provincia medieval del mismo nombre, que corresponde a la actual Behbahan de la provincia de Juzestán, en Irán.
La ciudad fue (re)fundada por el rey sasánida Kavad I y continuó desarrollándose en el período islámico. Con un suelo fértil y suministros de agua e integrada en un importante sistema de carreteras, la pequeña provincia floreció y alcanzó su apogeo en el siglo X. Decayó en el siglo XI como resultado de un terremoto y conflictos militares.

## Historia
El sitio arqueológico de Arraján cubre un área de aproximadamente 3,75 km² (1,4 mi²), con solo rastros dispersos de edificios, murallas, un castillo, un viaje de agua, una presa y un puente sobre el cercano río Marún Arján, o Argán/Arigán es el antiguo nombre de Behbahan, el cual pertenece al período elamita/juzí, en Irán. En 1982 hubo un gran descubrimiento en las ruinas del antiguo Arján, se descubrió un ataúd de bronce en el interior que contenía algunos artefactos antiguos preciosos. A excepción de los restos óseos, todos los objetos fueron embalados y trasladados al Museo Nacional de Irán, en Teherán. Los restos de las ruinas de la ciudad se encuentran a ambos lados del río Marún, un sitio de unas 500 hectáreas.

### Período sasánida
De acuerdo con fuentes islámicas, la ciudad fue fundada por el rey sasánida Kavad I (r. 484, 488–497 y 499–531), quien en el tercer período de su gobierno lanzó una campaña como parte de la Guerra Anastasiana contra el norte de la Mesopotamia romana y deportó a 80.000 prisioneros de Amida, Teodosiópolis y posiblemente Martirópolis a las provincias de Pars y Juzestán, algunos de los cuales se cree que construyeron la ciudad de Arraján. Los habitantes de la región de Amida eran expertos en la producción de lino, y Arraján se convirtió rápidamente en un centro de este producto.

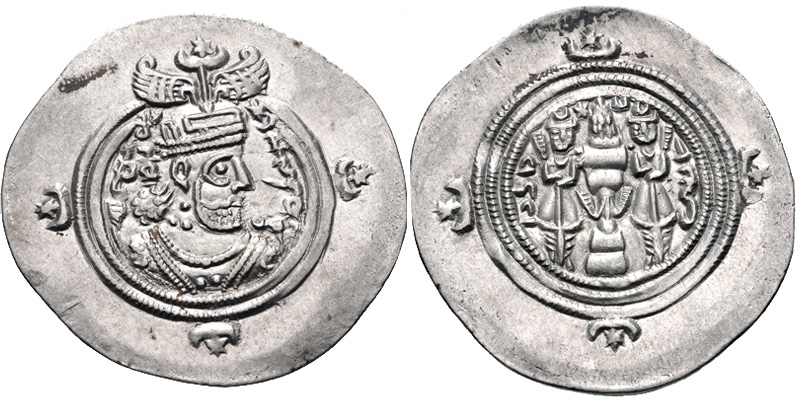
Moneda de Hormizd V o Hormizd VI acuñada en Veh-az-Amid-Kavād, fechada en 631/2. Anv.: Busto coronado del Rey Sasánida. Rev: Altar de fuego con asistentes; llamas que flanquean la estrella y la media luna

Kavad supuestamente cambió el nombre de la ciudad a Weh-az-Amid Kavād (en pahlavi: wyḥcʾmtˈ kwʾtˈ‎; literalmente "Mejor que Amida, Kavadh [construyó esto]") o Bih-az-Āmid-i Kavād (en persa: به از آمد کواد‎). Este nombre está arabizado en fuentes islámicas medievales (incluyendo monedas) como Wāmqubādh (وامقباذ), Bizāmqubādh (بزامقباذ), Ram-Qubādh (رامقباذ), Birām-Qubādh (برامقباذ), y Āmid-Qubādh (آمدقباذ). También se registra erróneamente como Abar-Qubādh (أبرقباذ ) y Abaz-Qubādh (أبزقباذ) en fuentes árabes. El nombre más común Arrajān proviene de un pueblo más antiguo que estuvo poblado antes de la fundación de este nuevo. El nombre de Arraján (Argān) se puede encontrar en una bula sasánida de arcilla. Algunos consideran que la abreviatura pahlaví WHYC que se encuentra en monedas sasándias y arabo-sasánidas se refiere a Arraján. Sin embargo, es más probable que la abreviatura se refiera a dos lugares; se refiere a Arraján en las monedas de Kavad I y se refiere a un lugar en al-Mada'in en monedas posteriores; porque es poco probable que un pequeño asentamiento continuara acuñando monedas para todos estos reyes.

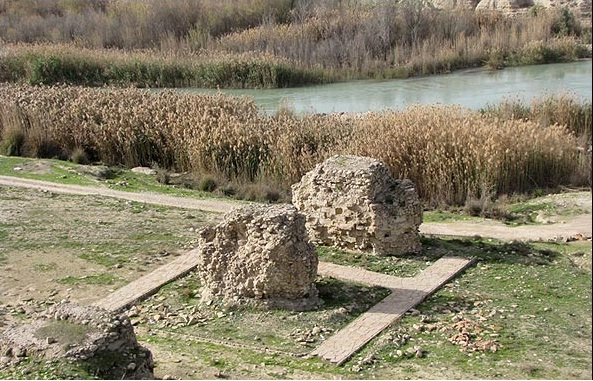
Ruinas del puente romano de Arraján
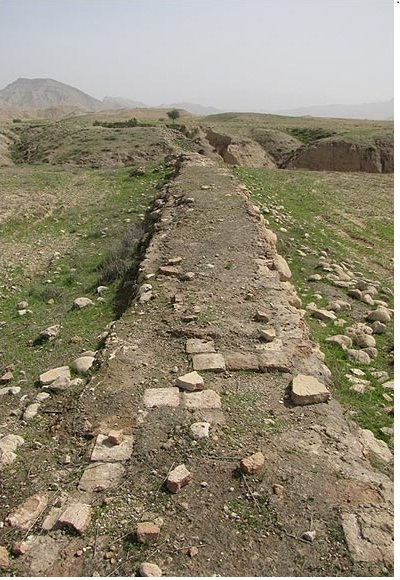
Ruinas de murallas
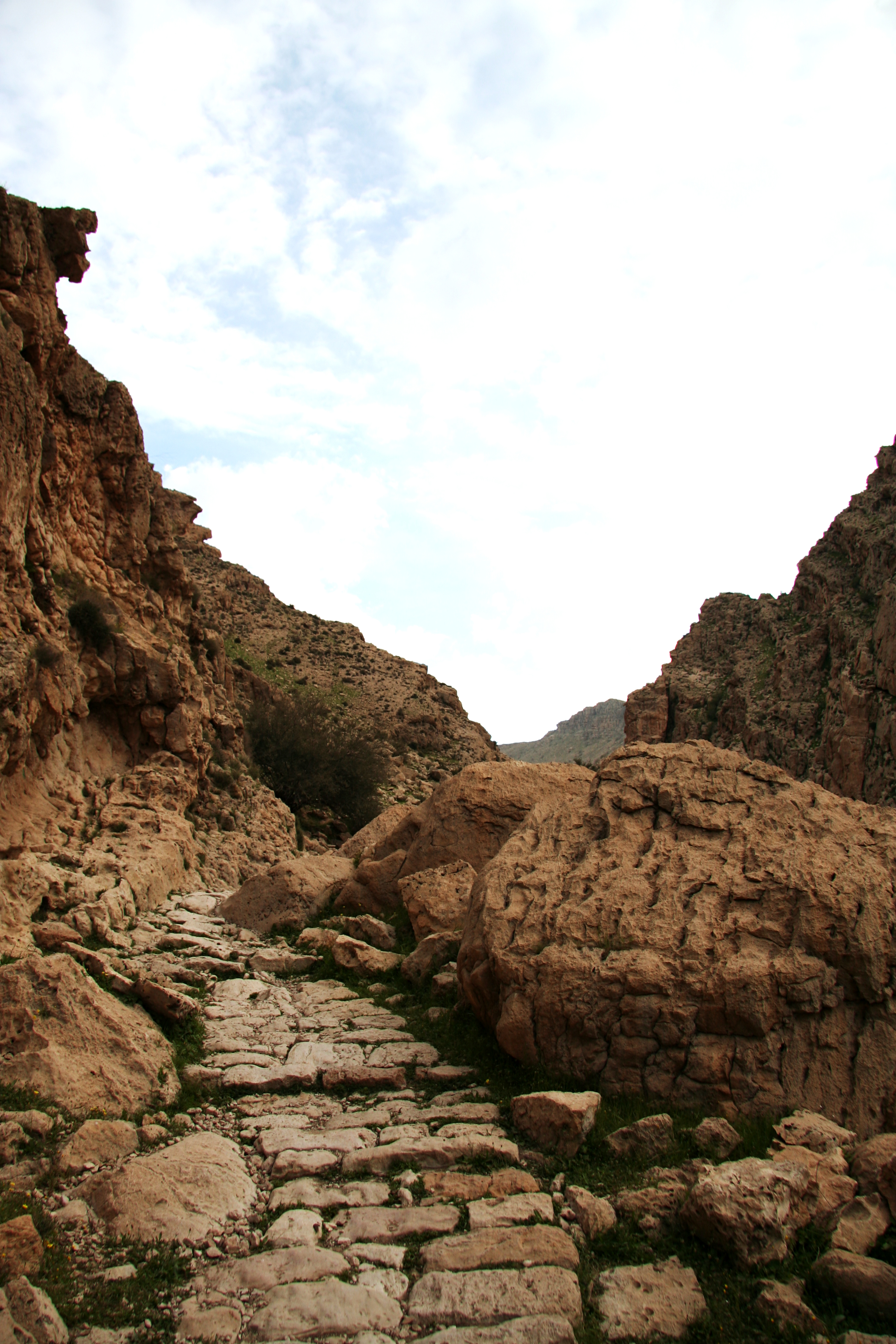
Una calzada romana empedrada

Otras ciudades sasánidas ubicadas en la provincia de Arraján y registradas por fuentes islámicas incluyen:
- Jannāba (جنابة) - cerca de Bandar Ganaveh en el Golfo Pérsico), registrado solo en fuentes islámicas
- Rishahr (ريشهر) – en la orilla norte del río Hendijan
- Siniz (سينيز) – alrededor de 23 km al sureste de Bandar Daylam en el Golfo Pérsico, registrado solo en fuentes islámicas

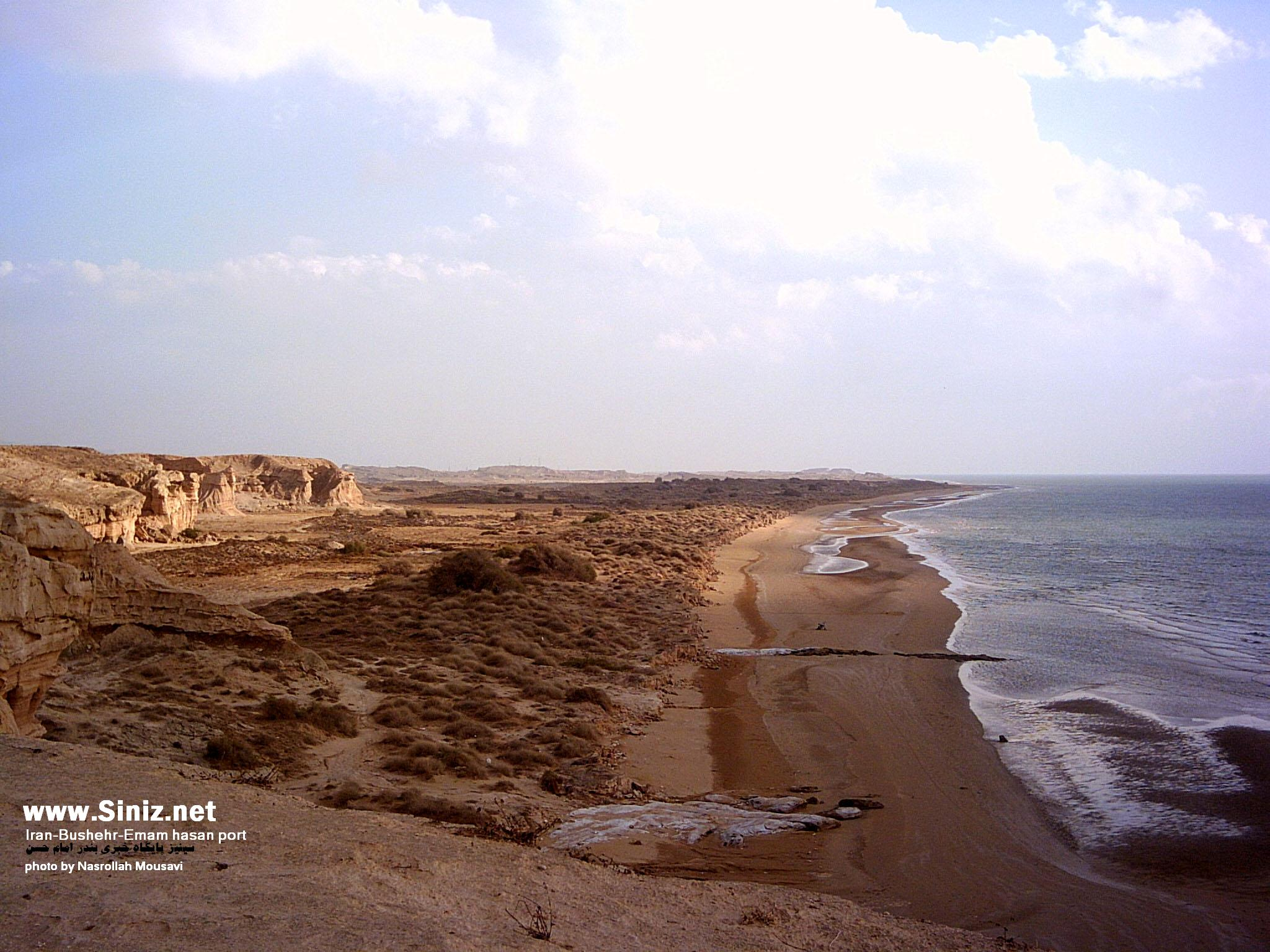
costa de Siniz
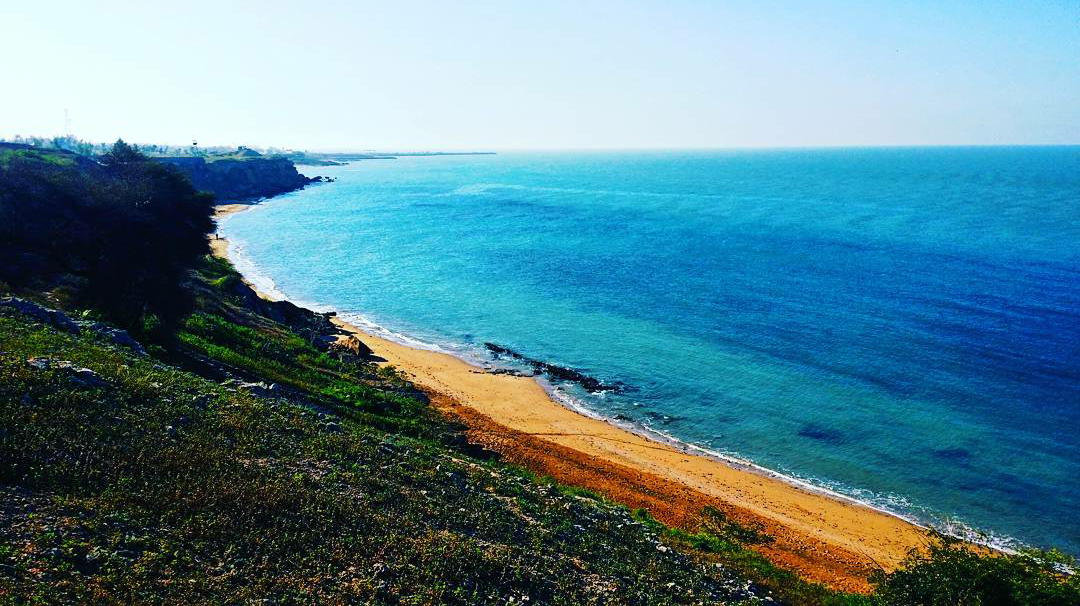
la costa de Rishehr

Hay restos de edificios sasánidas en Patāva (un puente sobre el río Jersán) y Chahartaqi de Jeirabad.

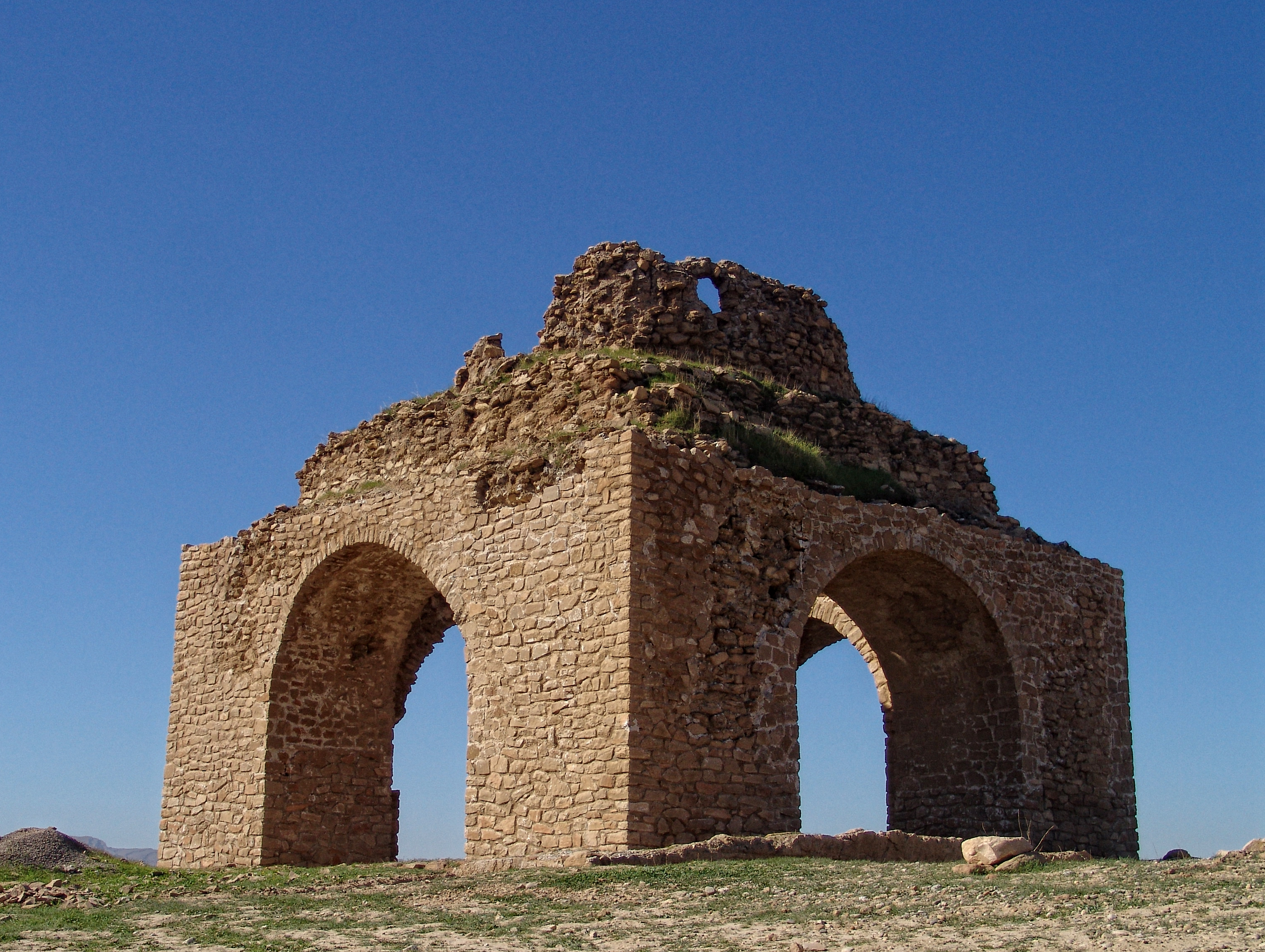
Chahartaqi de Jeirabad, un ejemplo temprano de chahartaqi
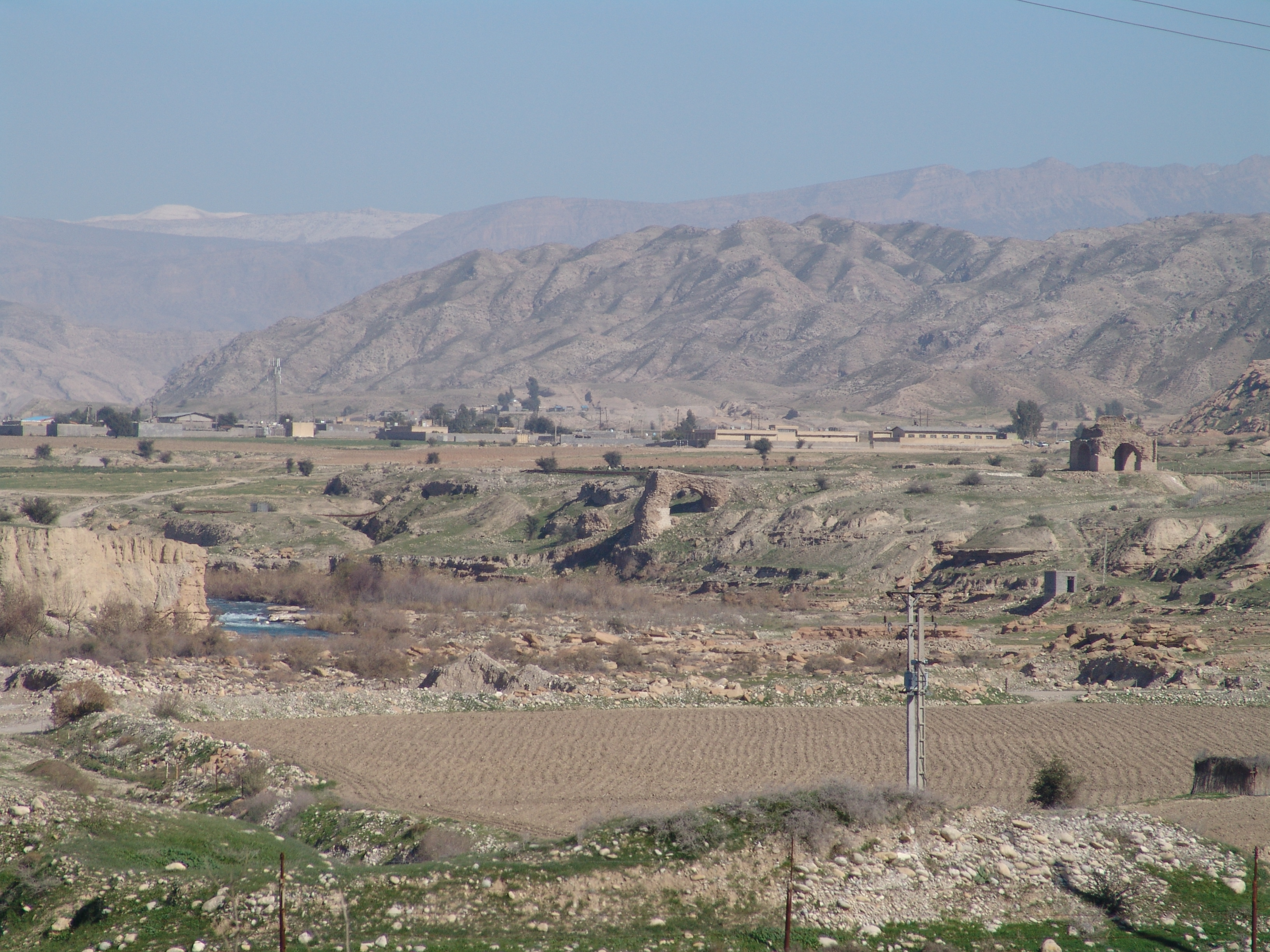
El Chahartaqi de Jeirabad y el cercano puente de la era sasánida

### Periodo islámico

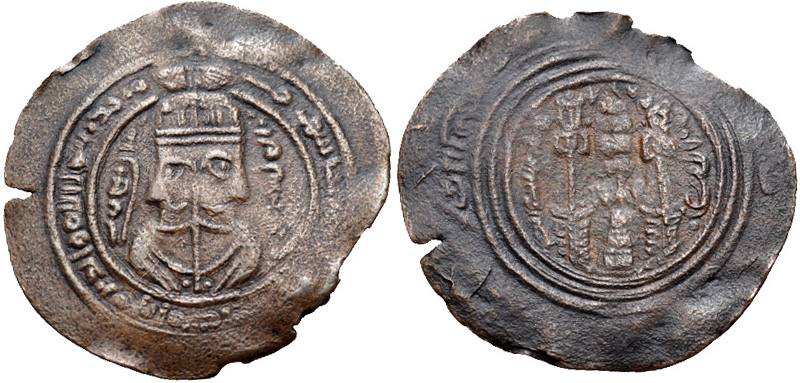
Moneda acuñada en Arraján en el período omeya, posiblemente acuñada en 702/3. Anverso: Busto janiforme coronado, hubaxtīh y "fortuna y prosperidad" en persa medio (pahlaví), todo dentro del borde de un doble círculo que contiene "Mahoma es el Mensajero de Dios, aquellos que recitan con él son violentos con los infieles y compasivos entre ellos" en arábe. Rev: altar de fuego con asistentes, texto en Pahlavi, incluida la mención de la acuñación ("WHYC")

El desarrollo de Arraján continuó incluso después de la conquista islámica de Persia, alcanzando su apogeo en el siglo XI.
Las fuentes islámicas medievales brindan detalles sobre la ciudad en ese período, describiéndola como una ciudad grande y hermosa. Presentaba seis puertas, un edificio administrativo y una ciudadela. La Gran Mezquita estaba ubicada aproximadamente en el centro de la ciudad y el bazar estaba ubicado cerca. Se utilizó piedra tallada en la construcción de los edificios. Las casas presentaban apartamentos frescos debajo del nivel del suelo, ya que la ciudad presentaba un clima "cálido pero tolerable". Había canales subterráneos que abastecían de agua a todas las casas del pueblo. Se construyeron dos puentes sobre el cercano río Kordestán (Tāb [ طاب ]).
Las fuentes islámicas mencionan 47 topónimos y/o distritos ubicados en la provincia de Arraján, incluidos Jūma ( جومة ) (capital de Bilād-Shābūr [ بلاد شابور ]), Junbadh-Mallaghān ( جنبذ ملغان ) y Mahrūbān ( مهروبان ).
Como provincia, Arraján, que se registra como Kūra Qubāḏ-kurra o Kūra Qubāḏ en persa nuevo, estaba situada en una posición importante; se integró en un sistema de carreteras que conectaban Mesopotamia, Susa, Shiraz, Isfahán y los puertos de Mahruban y Basora en el Golfo Pérsico entre sí.

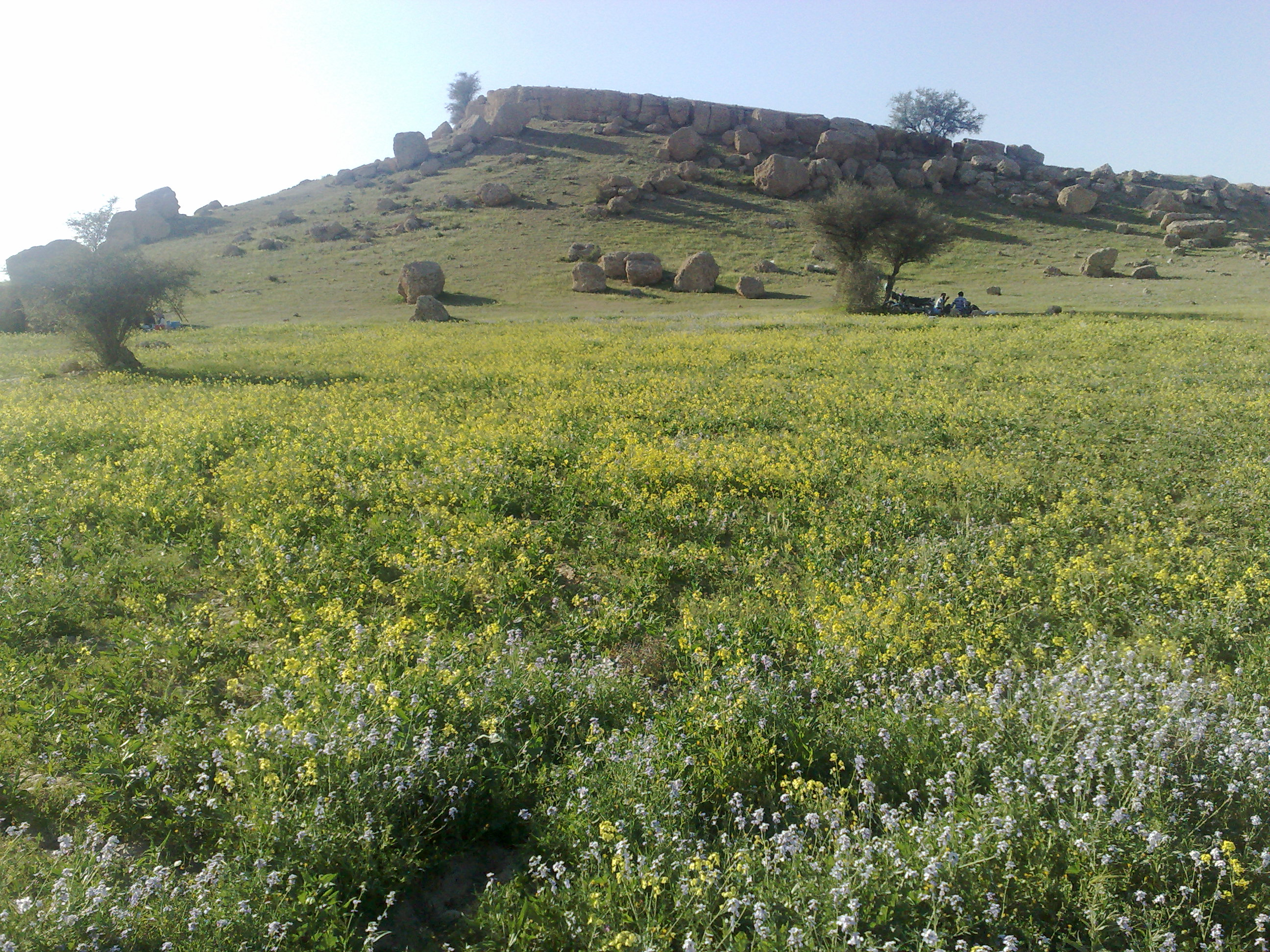
Naturaleza de la comarca de Arraján

La economía de Arrajan se basó en la producción agrícola y el comercio con la India, el Lejano Oriente e Irak a través de los puertos de Jannāba, Sīnīz y Mahrūbān. Los bienes de exportación incluían varias telas, dátiles, jarabe de dátiles, uvas, jarabe de uva, aceitunas, aceite de oliva, jabón, tunas, maíz, nueces, naranjas y limones.

#### Declive
El declive de Arraján comenzó durante el período búyida. En 1052, los hijos de Abu Kalijar lucharon entre sí por la posesión de la ciudad de Arraján y esta cambió de manos varias veces entre 1053 y 1057. El número de habitantes masculinos supuestamente era de 20.000 en 1052 d. C.
En 1085, Arraján fue destruida por un terremoto y nunca se recuperó; el nuevo asentamiento de Behbahan, surgió más tarde en las cercanías.
Las actividades de los ismaelitas nizaríes en la región, que lanzaron incursiones desde los bastiones cercanos de Qal'at al-Jiss (قلعة الجص), Qal'at Halādhān (Dez Kelāt, دز کلات), y Qal'at al-Nazir (قلعة الناظر) perjudicaron aún más a Arraján y Juma. Eventualmente capturaron Arraján, pero finalmente fueron rechazados durante la campaña antinizarí de Muhammad Tapar.
A medida que la ciudad de Arraján decae, también desaparece el nombre de la provincia de "Arraján". Mahrūbān se convirtió más tarde en el centro más importante del comercio marítimo, marginando a Jannāba.

## El cuenco de Arján

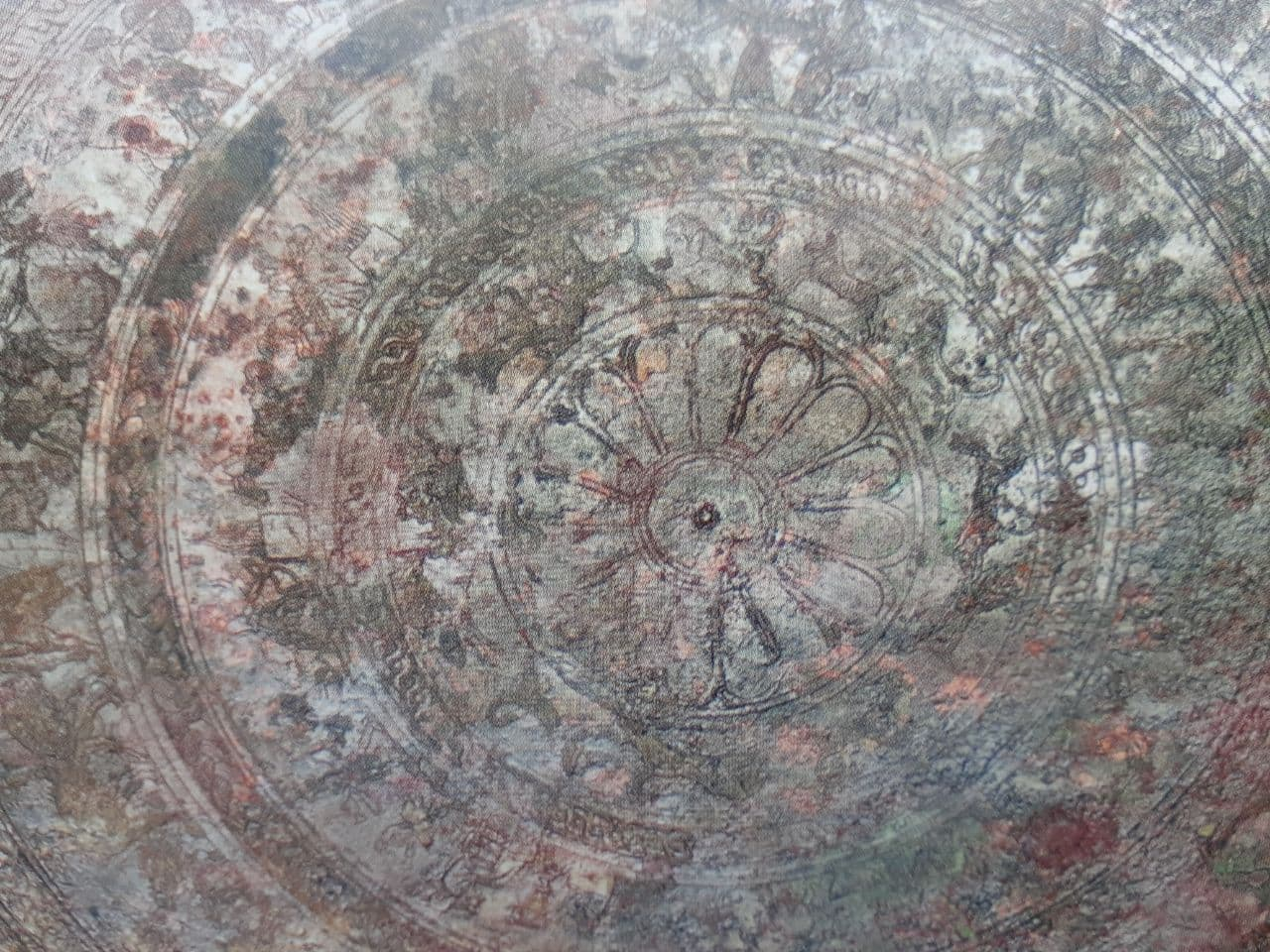
Copa de Arján o círculo de la vida

Cuenco de Arján

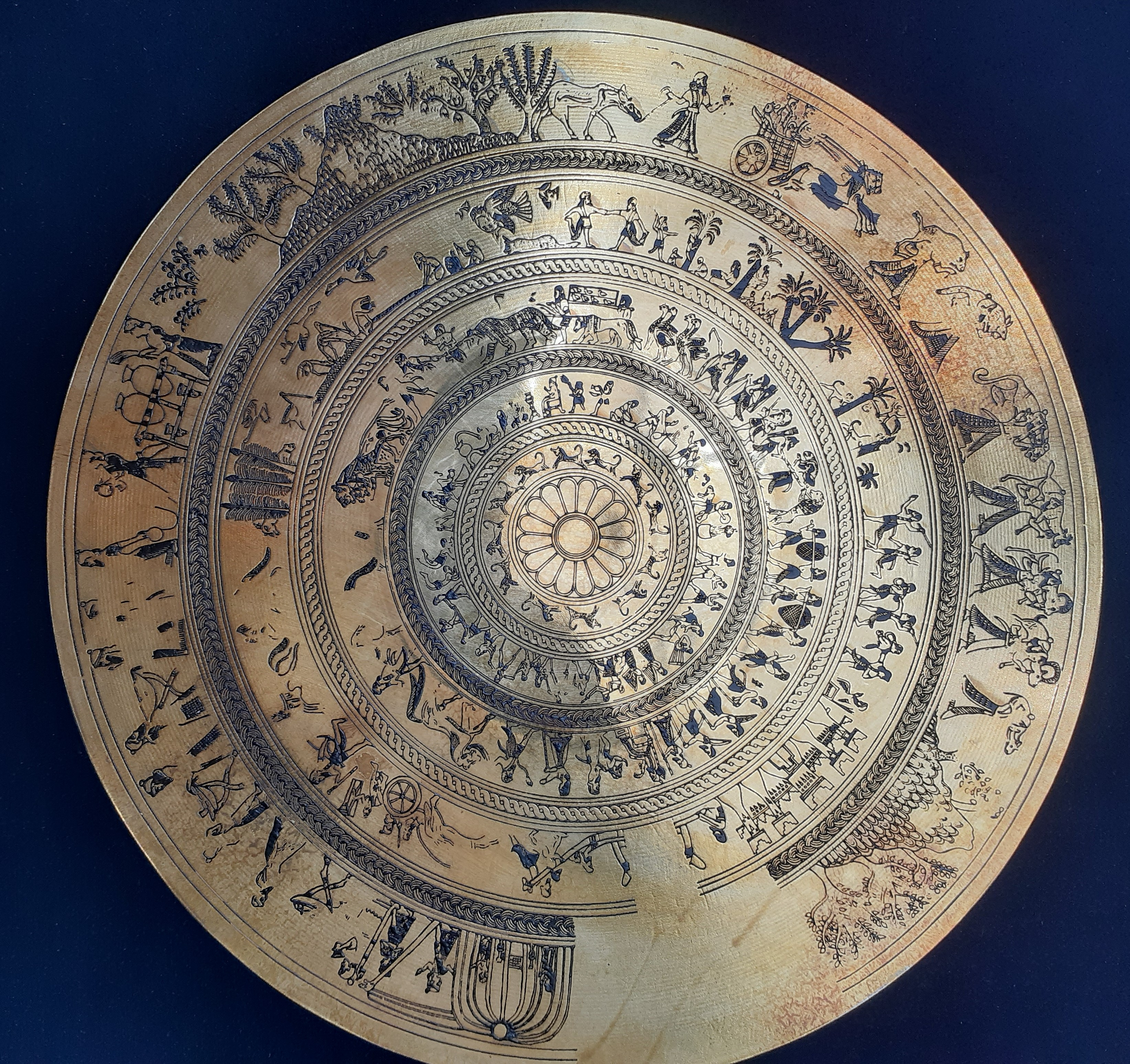
Una réplica del cuenco de Arján.

En 1982, se descubrieron los restos de una tumba perteneciente al segundo milenio antes de Cristo cerca del sitio antiguo de Arján, lo que abrió un nuevo capítulo en la arqueología de este sitio histórico y de la región. La tumba contenía un gran ataúd de bronce. Junto al féretro se encontraron un anillo de oro, noventa y ocho botones de oro, diez vasijas cilíndricas, un puñal, una barra de plata, una bandeja de bronce con diversas imágenes. se llama Arjan Bowl o Hotran Korlosh. Tiene más de tres mil años. Los dibujos de la bandeja de Arjan incluyen 5 círculos de pintura en su centro, una flor de dieciséis puntas (similar a un girasol y un tipo de crisantemo). Esta flor simboliza el sol y la rueca o rueda del destino. Una fila de leones, ganado y pájaros está asociada con varios rituales, y siete círculos o anillos representan el número sagrado 7. El número 7 es sagrado en el judaísmo y en muchas otras religiones. El origen de esta santidad no está claro, pero como muchos símbolos de religiones famosas tiene una historia en las antiguas religiones primitivas. El logotipo de Irán en los Juegos Olímpicos de Tokio de 2020 fue la bandeja de Arján.